# Бургундия-Франш Конте
Бургундия-Франш Конте (на френски: Bourgogne-Franche-Comté) е регион в Източна Франция с център Дижон. Образуван е през 2016 година с обединението на дотогавашните региони Бургундия и Франш Конте. Населението му е 2 795 301 жители (по приблизителна оценка към 1 януари 2019 г.).